# Ida Eržen
Ida Eržen [eržén], slovenska biologinja, * 27. junij 1946, Ljubljana.
Erženova je leta 1971 diplomirala iz biologije Biotehniške fakultete v Ljubljani in 1978 doktorirala na ljubljanski Medicinski fakulteti. Leta 1974 se je zaposlila na Anatomskem inštitutu MF v Ljubljani, od leta 1991 kot znanstvena svetnica. Sodeluje z mnogimi tujimi univerzami in znanstvenoraziskovalnimi inštituti. Leta 2000 je postala glavna urednica mednarodne revije Image Analysis & Stereology.